# 2. Jahrtausend
Portal Geschichte | Portal Biografien | Aktuelle Ereignisse | Jahreskalender | Tagesartikel

◄ |
1. Jahrtausend |
2. Jahrtausend
| 3. Jahrtausend
 

11. Jh. |
12. Jh. |
13. Jh. |
14. Jh. |
15. Jh. |
16. Jh. |
17. Jh. |
18. Jh. |
19. Jh. |
20. Jh.
Das Zweite Jahrtausend erstreckte sich vom 1. Januar 1001 bis zum 31. Dezember 2000 nach dem Gregorianischen Kalender. Durch die Kalenderreform von Papst Gregor XIII. wurden 10 Korrekturtage eingeführt (dem 4. Oktober 1582 folgte gleich der 15. Oktober 1582 unter Beibehaltung der Wochentagszählung). 1700, 1800, 1900 waren Gemeinjahre. Es gab 247 Schaltjahre bzw. Schalttage im Rahmen der Einschaltung. Die Gesamtzahl der Tage dieses Jahrtausends betrug 365.237 Tage.